# Waynesfield
Waynesfield is een plaats (village) in de Amerikaanse staat Ohio, en valt bestuurlijk gezien onder Auglaize County.

## Demografie
Bij de volkstelling in 2000 werd het aantal inwoners vastgesteld op 803.
In 2006 is het aantal inwoners door het United States Census Bureau geschat op 809, een stijging van 6 (0,7%).

## Geografie
Volgens het United States Census Bureau beslaat de plaats een oppervlakte van
1,8 km², geheel bestaande uit land. Waynesfield ligt op ongeveer 315 m boven zeeniveau.

## Plaatsen in de nabije omgeving
De onderstaande figuur toont nabijgelegen plaatsen in een straal van 16 km rond Waynesfield.